# Kumalarang
Kumalarang is een gemeente in de Filipijnse provincie Zamboanga del Sur op het eiland Mindanao. Bij de laatste census in 2007 had de gemeente ruim 27 duizend inwoners.

## Geografie

### Bestuurlijke indeling
Kumalarang is onderverdeeld in de volgende 18 barangays:
| - Bogayo - Bolisong - Boyugan East - Boyugan West - Bualan - Diplo - Gawil - Gusom - Kitaan Dagat | - Lantawan - Limamawan - Mahayahay - Pangi - Picanan - Poblacion - Salagmanok - Secade - Suminalum |

## Demografie
Kumalarang had bij de census van 2007 een inwoneraantal van 27.280 mensen. Dit zijn 2.354 mensen (9,4%) meer dan bij de vorige census van 2000. De gemiddelde jaarlijkse groei komt daarmee uit op 1,25%, hetgeen lager is dan het landelijk jaarlijks gemiddelde over deze periode (2,04%). Vergeleken met de census van 1995 is het aantal mensen met 2.834 (11,6%) toegenomen.

De bevolkingsdichtheid van Kumalarang was ten tijde van de laatste census, met 27.280 inwoners op 151,49 km², 180,1 mensen per km².